# Rabah
Rabah (Rabih al-Zubeir ibn Fadl Allah ou Rabih Fadlallah) (vers 1842-1900) est un seigneur de la guerre originaire du Soudan et du Tchad, un trafiquant d'esclaves et résistant à la conquête française du Tchad qui devint sultan du Bornou en Afrique centrale, jusqu'à sa mort, le 22 avril 1900, au cours d'un engagement avec l'armée coloniale française dans la ville de Kousseri.

## Biographie

### Lieutenant d'al-Zubeir (1870-1879)
Né à Halfaya al-Moulouk (faubourg de Khartoum) vers 1842 dans une famille Hamaj arabo-soudanaise du clan djallaba, Rabah sert un temps dans la cavalerie égyptienne irrégulière au cours de la campagne d'Éthiopie, où il est blessé. Licencié de l'armée dans les années 1860, il devient le principal lieutenant du trafiquant d'esclaves soudanais Al-Zubayr Rahma Mansur. 
Au cours du XIXe siècle, la ville de Khartoum est devenue un centre très important du trafic d'esclaves, organisé par des compagnies de « Khartoumi » qui implantent dans le Bahr el-Ghazal des zaribas (postes de traite fortifiés et défendus par des soldats-esclaves, les bazingirs) pour opérer des razzias. Al-Zubeir Rahma Mansour, seigneur de la guerre marchand d'esclaves, prend le contrôle de ces zaribas ; il est nommé en 1872 « pacha », gouverneur du Bahr el-Ghazal, pour le compte du khédive Ismaïl Pacha d'Égypte. Rabah, qui est peut-être un parent, est son principal lieutenant. 
En 1874, al-Zubayr conquiert le sultanat du Darfour. Parti au Caire en 1876 solliciter du khédive sa confirmation comme gouverneur de sa conquête, il y est retenu prisonnier. Son fils Souleimane se révolte et Rabah le suit. Le colonel Charles George Gordon (Gordon Pacha, gouverneur général du Soudan anglo-égyptien) nomme Romolo Gessi (en) (Gessi Pacha) gouverneur du Bahr el-Ghazal, et l'envoie mater la rébellion de Souleimane. Battu, ce dernier se rend le 15 juillet 1879, il est exécuté par Gessi. On prétend que Rabah aurait quitté Souleimane la veille de sa reddition, mais selon le témoignage de Gessi, il s'était replié dès juin, après avoir subi des pertes.

### Le seigneur de la guerre esclavagiste (1879-1890)
Pour échapper aux Égyptiens, Rabah quitte le Bahr el-Ghazal vers le sud et l'ouest avec 7 à 800 bazingirs dont 400 fusils, et prend ses quartiers dans le nord-est centrafricain. Appliquant les méthodes des Khartoumi, il se taille ainsi dès 1880 un royaume entre les bassins de l'Oubangui et du Nil (pays des Kreich et du Dar Banda, au sud du Ouaddaï).
Installé dès 1882 aux sources de la Gribingui, il part à l'attaque des Yakoma, des Azandé et des Manza. 
En 1885, il tente de revenir au Soudan à l'invitation du nouveau maître du Soudan, Mahdi Mohammed Ahmed, qui a pris la ville de Khartoum aux Égypto-Britanniques. Le Mahdi lui a envoyé en ambassade Zin el-Abeddin et Jabar, qu'il a suivis jusqu'au Darfour pour rejoindre celui-ci à Omdurman. Toutefois, apprenant qu'on comptait le faire assassiner, il rebrousse chemin.
La voie nilotique étant fermée, il déporte toutefois son intérêt vers le Ouaddaï et le Baguirmi, qui sont directement reliés à la Libye par une voie libre du contrôle des Européens.
En 1887, Rabah envahit le Darfour, recrute des bazingirs, s'installe au Dar Kouti, mais échoue contre les troupes du Ouaddaï commandées par l'aguid (représentant du sultan) Salamat Chérif al-Din.
En 1890, il attaque le chef musulman Kobur dans le nord de l'Oubangui-Chari, le dépose et installe à sa place son neveu Mohamed es-Senoussi. Il lui laisse des armes et des munitions. Il marie également son fils Fadlallah avec la fille de Senoussi, Khadija. Mohammed et Rabah attaqueront ensemble le Dar Runga (théoriquement musulman), les Kreich, les Goula et les Banda Ngao.
Dans le roman qu'il lui consacre, L'Origine du mal, l'écrivain Éric Essono Tsimi en donne une image romancée de résistant anticolonialiste, conquérant et bâtisseur. 

### Premiers affrontements avec la France (1891-1893)
Mohamed es-Senoussi reste fidèle à Rabah et fait exécuter en 1891 le Français Paul Crampel, à la tête d'une mission d'exploration, à Dar Banda dans le Dar el-Kouti. Peu de jours après, il attaque un deuxième contingent, mené par Gabriel Biscarrat. Mohammed el-Senoussi récupère les armes et les munitions des deux missions, ce qui lui permet de mettre fin à sa dépendance à Rabah.
Au sud-est du lac Tchad, Rabah attaque ensuite le Baguirmi en 1892, reprochant au Mbang (roi) Gaourang d'avoir accepté le protectorat des "infidèles" français. Assiégé pendant 3 à 5 mois dans Manjaffa, Gaourang doit abandonner sa capitale qui est complètement détruite en mars 1893.

### La conquête duBornou(1893)
La même année 1893, Rabah se tourne vers le Bornou du shehu Hashim ibn Omar. Le Bornou était un empire sahélien fondé au Moyen Âge, qui disposait de 80 000 soldats, essentiellement des esclaves encadrés par des esclaves, mais était alors en plein déclin.[Information douteuse]
Sur la route du Bornou, Rabah fait prisonnier le sultan de Karnak Logone, dont la cité ouvre ses portes. Hashim, shehu du Bornou, qui n'est pas un guerrier, envoie 15 000 hommes à la rencontre de Rabah. Ce dernier les met en déroute en mai ou septembre 1893 à Am Hobbio (au sud de Dikoa) puis à Legaroua avec seulement 2 000 cavaliers.  
Hashim s'enfuit au nord du fleuve Komadougou Yobé et tente peut-être de négocier, mais il est assassiné à l'instigation de son neveu Muhammad ibn Abi Bakr al-Amin (surnommé Kiyari) qui prend le pouvoir et décide de combattre. Il marche contre Rabah depuis Geidam. Rabah rencontre Kiyari à Gashegar, à deux jours de marche de Kouka (aujourd'hui Kukawa), la capitale. Les Bornouans sont vainqueurs et prennent le camp de Rabah. Ce dernier regroupe ses forces, fait donner 100 coups de fouet à tous ses chefs de bannière, y compris à son propre fils Fadlallah pourtant blessé, à l'exception de Boubakar qui a été un brave.  Puis sa contre-offensive est victorieuse. Kiyari refuse de fuir ; pris, il est décapité. Kouka est pillée et totalement détruite. 
Rabah installe sa capitale à Dikoa, et y construit son palais qui fera plus tard l'admiration du gouverneur français Émile Gentil.

### Rabah maître duBornou(1893-1900)

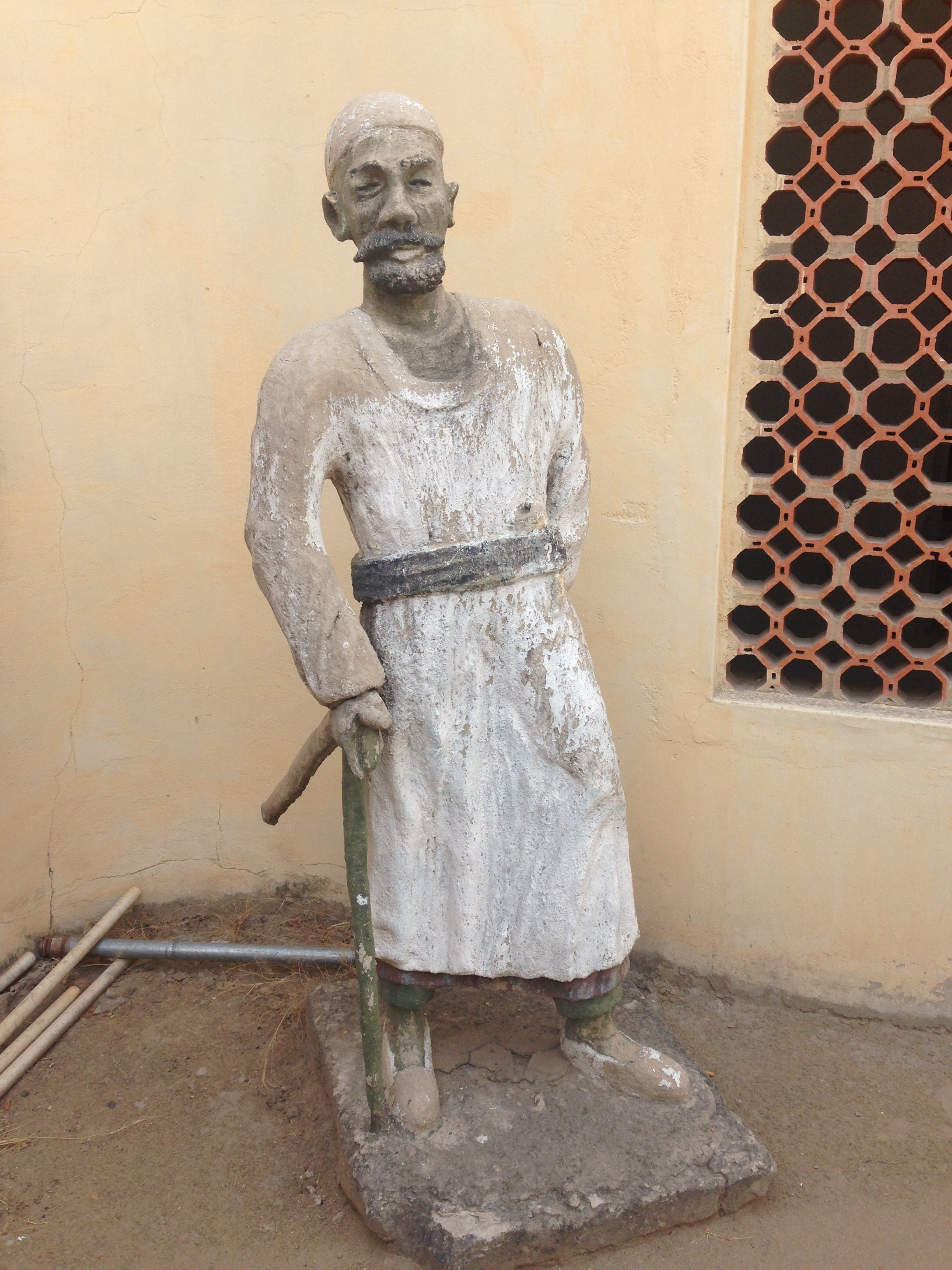
Statue de Rabah au Musée National de Maiduguri, Borno, Nigeria.

En 1895, Rabah souhaite moderniser son armée et tente pour cela de s'entendre avec la Royal Niger Company britannique à Yola et Ibi, pour obtenir de la poudre et des munitions, mais sans succès. Il se brouille avec les Britanniques en 1896 et, l'année suivante, commence même à marcher sur Kano, tandis que son vassal Mohammed al-Sanoussi fonde une capitale fortifiée, Ndele, entre le Bahr Aouk et l'Oubangui (capitale qu'il conservera jusqu'en 1911).
Rabah est shehu du Bornou pendant 7 ans, et fait beaucoup pour renforcer le vieil empire sclérosé qui vivait jusque-là avec les mêmes structures féodales qu'au XVIe siècle. Il laisse en place les sultans vassaux, qu'il met sous la dépendance de ses lieutenants, arabes soudanais comme lui pour la plupart. Il promulgue un code fondé sur la sharia, rationalise la perception de l'impôt avec la création d'une caisse publique et d'un budget, impose au Bornou une sorte de dictature militaire qui suscite l'intérêt des puissances coloniales. Émile Gentil détaillera son œuvre au Bornou avec une certaine compréhension : il s'en inspirera plus tard pour organiser le Tchad colonial, même si l'histoire coloniale française ne verra en lui plus tard qu'un tyran cruel. Il a aussi fait creuser des puits, planter des vergers et édifier des fermes. Militairement, il s'est approvisionné en fusils et en artillerie.
Il lançait aussi des raids contre ses voisins pour les razzier et rapporter des esclaves, renouant avec l'activité traditionnelle des sultans du Bornou, déjà décrite en 1526 par Léon l'Africain. On a pu estimer entre 1 500 et 2 000 le nombre des esclaves exportés chaque année par son vassal Mohammed al-Senoussi, sans compter les morts, les blessés, et les autres pertes ; les chiffres pour Rabah doivent être beaucoup plus importants. Les Baguirmiens de Gaourang en faisaient alors tout autant, au grand scandale de leurs alliés français.

### La France contre Rabah (1899)

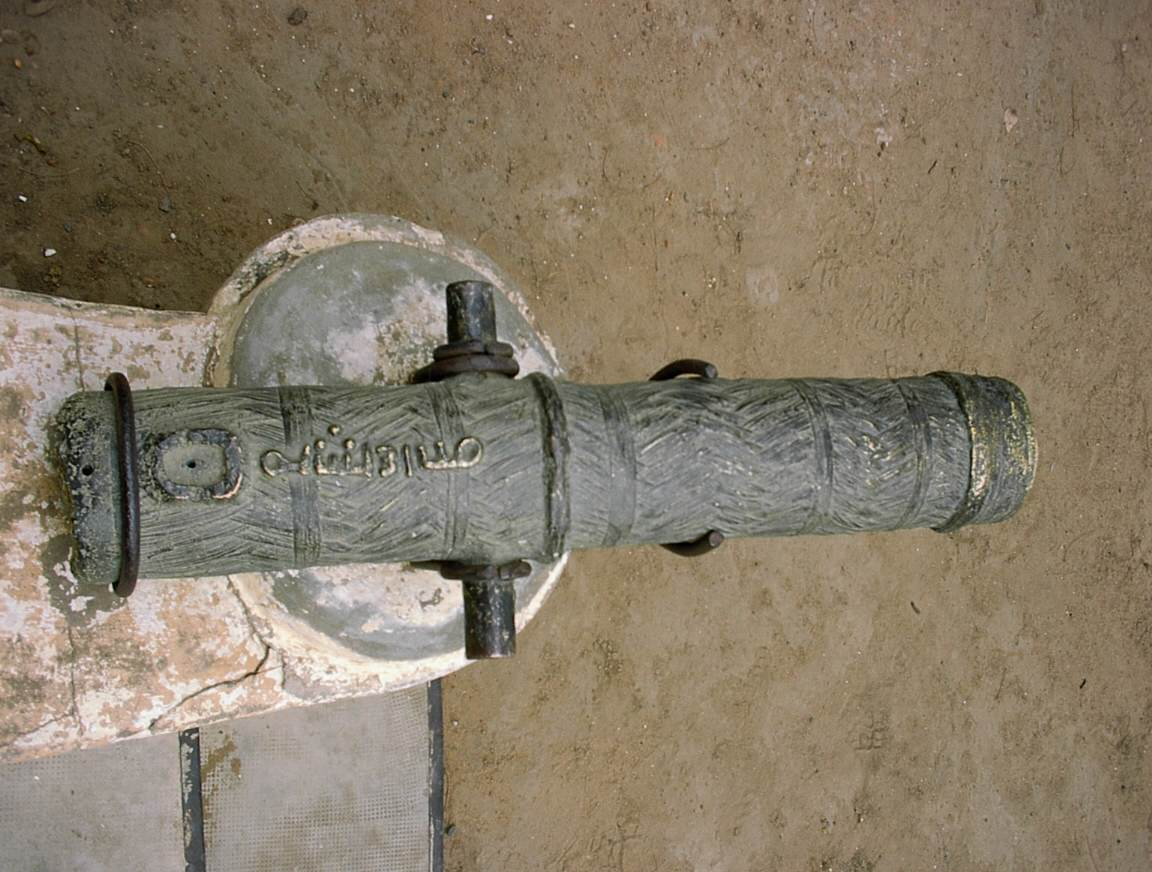
Canon de l'armée de Rabah, musée national Tchadien, Ndjaména.

En 1899, Rabah dispose de 10 000 hommes, fantassins et cavaliers, avec des fusils (pour la plupart démodés, sauf 400 carabines de précision), plus un grand nombre d'auxiliaires équipés d'armes blanches ou d'arcs. Il a des garnisons à Baggara et Karnak Logone (où il a son bureau de renseignements).
En 1899, Rabah reçoit à Dikoa l'explorateur-marchand français Ferdinand de Béhagle. Les pourparlers dégénèrent, et Béhagle est mis aux fers. Le 17 juillet 1899, le lieutenant de vaisseau Bretonnet qui avait été envoyé par la France contre lui est tué avec la plupart de ses hommes sur le rocher de Togbao, au bord du Chari. Rabah lui prend trois canons (qui seront repris à Kousséri) et ordonne à son fils Fadlallah, resté à Dikoa, de faire pendre Béhagle. 
Rabah est attaqué une première fois à Kouno à la fin de l'année par la colonne Gentil, remontant du Gabon, appuyée par le vapeur Léon Blot. Pour les Français qui sont repoussés avec des pertes, c'est un échec, qui ne les empêche pas de poursuivre, de prendre Kousséri et de faire leur jonction avec les colonnes Lamy (venue d'Algérie) et Joalland-Meynier (venue du Niger après bien des péripéties). Le commandant Lamy prend le commandement de l'ensemble.
Les Français, réunissant 1 300 hommes, avec leurs alliés du Baguirmi, attaquent le camp de Rabah à Lakhta, au cours de la bataille de Kousséri, et mettent son armée en fuite. Dans la confusion, Rabah lui-même est tué le 22 avril 1900, ainsi que le commandant Lamy.

### La chute de l'empire de Rabah (1900-1911)
Devant l'avance française, Fadlallah, fils de Rabah, qui était à Karnak Logone, fuit vers Dikoa ; il évacue sa capitale que les Français occupent. Malgré l'explosion de la poudrière dans le palais de Rabah, ils se lancent à la poursuite de Fadlallah qui, rejoint à Déguemba, doit fuir encore vers les monts Mandara. Il sera tué le 3 août 1901, au cours d'un engagement avec le capitaine Dangeville à Gujba au Nigeria. Mohammed al-Sanoussi, quant à lui, sera assassiné à l'instigation des Français en 1911.